# Квітка моєї таємниці
«Квітка моєї таємниці» (ісп. La flor de mi secreto) — драма Педро Альмодовара 1995 року.

## Сюжет
Леокадія («Лео») Масіас (Маріса Паредес) пише любовні романи, та її ім'я нікому не відоме. Всі бестселери, що продаються мільйонними тиражами, вона складає під псевдонімом. Лео мріє писати серйозну літературу, й успіх свого сентиментального читва став для неї важким тягарем. Чоловік-офіцер, якого ніколи не буває вдома, зраджує їй з її найкращою подругою. У відносинах з матір'ю та сестрою теж не все гладко. Навіть спроба самогубства закінчилася невдачею. Здається, в житті Лео вже не буде нічого хорошого. Щоб змінити перебіг долі, вона готова вхопитися за будь-яку, навіть найтоншу соломинку...

## Слоган
«Every woman has a secret...»

## В ролях
- Маріса Паредес  — Лео
- Хуан Ечанове —  Анхель
- Карме Еліас  — Бетті
- Россі де Пальма  — Роза
- Чус Лампреаве  — мати Лео
- Кіті Манвер — Мануелла
- Хоакін Кортес — Антоніо
- Мануелла Варгас — Бланка
- Іманоль Аріас — Пако
- Глорія Муньос — Алісіа
- Хуан Хосе Отегі — Томас

## Зв'язок з іншими фільмами Альмодовара
- Сюжет одного з романів Лео через десять років ліг в основу фільму Альмодовара 2006 року «Повернення».
- Інша сцена з цього фільму, де молодий доктор роздумує, як йому умовити матір віддати органи свого сина для трансплантації, стала відправною точкою для створення фільму Альмодовара 1999 року «Все про мою матір».

## Премії
- 7 номінацій премії «Гойя» (1996).
- Маріса Паредес отримала приз за кращу жіночу роль на кінофестивалі в Карлових Варах.